# Jean Castex
Jean Castex (uitspraakⓘ; Vic-Fezensac, 25 juni 1965) is een Frans politicus. Van juli 2020 tot mei 2022 was hij premier van Frankrijk.

## Politieke loopbaan
Tussen 2008 en 2020 was Castex burgemeester van Prades (departement Pyrénées-Orientales). Nadat Emmanuel Macron in 2017 tot president van Frankrijk was verkozen, verrichtte Castex een aantal belangrijke opdrachten voor het Élysée. Zo stond hij aan het hoofd van de delegatie die de Olympische Zomerspelen 2024 binnenhaalde voor Parijs. Op 2 april 2020 werd hij belast met het beheer van de Franse exitstrategie bij de coronacrisis in Frankrijk.
In 2020 verliet Castex zijn partij Les Républicains en stapte over naar En Marche, de partij van president Macron. Na de Franse gemeenteraadsverkiezingen van dat jaar werd Castex door president Macron benoemd tot premier van Frankrijk. Op 3 juli 2020 volgde hij in die functie Édouard Philippe op. Hij vormde een kabinet, de regering-Castex, dat grotendeels gelijk was aan dat van zijn voorganger, maar op de departementen Milieu en Justitie werden nieuwe ministers benoemd. De minister van Begroting, Gérald Darmanin, kreeg de portefeuille van Binnenlandse Zaken.
Castex bleef bijna twee jaar premier. Nadat president Macron in 2022 werd herkozen, trad Castex uit zijn ambt terug om plaats te maken voor een nieuwe regering. Hij werd opgevolgd door Élisabeth Borne.
- Bibliothèque nationale de France: cb177224699 (data)
- Gemeinsame Normdatei: 171611675
- International Standard Name Identifier: 0000 0004 6470 5739
- Système universitaire de documentation: 262080303
- Virtual International Authority File: 4950152331608203260000
- WorldCat: E39PBJfGWbPgJF8kH78t9PHV4q